# Bill Sheffield
William Jennings Sheffield, detto Bill (Spokane, 26 giugno 1928 – Anchorage, 4 novembre 2022), è stato un politico statunitense.
È stato il governatore dell'Alaska dal dicembre 1982 al dicembre 1986. Nel corso della sua carriera politica ha rappresentato il Partito Democratico.